# Tîsauifalu, Ujhorod
Tîsauifalu (în ucraineană Тисауйфалу) este un sat în comuna Tîsaașvan din raionul Ujhorod, regiunea Transcarpatia, Ucraina.

## Demografie
Componența lingvistică a localității Tîsauifalu
     Maghiară (92,06%)
     Ucraineană (7,94%)
Conform recensământului din 2001, majoritatea populației localității Tîsauifalu era vorbitoare de maghiară (92,06%), existând în minoritate și vorbitori de ucraineană (7,94%).